# Джеле, Сифо
Сифо Джеле (англ. Sipho Jele) — политический и профсоюзный активист Свазиленда (ныне Эсватини). Член оппозиционного левого «Объединённого народного демократического движения» (PUDEMO, запрещённого, как и остальные политические партии страны), а также Профсоюза сельскохозяйственных и плантационных рабочих Свазиленда (SAPWU), входившего в Федерацию профсоюзов Свазиленда (SFTU).
Вероятно, стал жертвой полицейской жестокости и пыток. Джеле погиб, находясь под стражей полиции Свазиленда после того, как 1 мая 2010 года на организованном SFTU праздновании Первомая был арестован за ношение футболки с логотипом PUDEMO. Сифо Джеле был найден повешенным 4 мая на стропилах туалета в исправительном учреждении Сидвашини, где он содержался. Власти заявили, что он покончил с собой, однако многочисленные свидетельства, включая показания его тёти, ставят это под сомнение, указывая на признаки насильственной смерти. Дело вызвало широкий резонанс и международное осуждение, а оппозиционные группы и правозащитники обвинили власти в убийстве Джеле для подавления политического инакомыслия

## Дело об убийстве
Сифо Джеле был бывшим сотрудником единственной в Свазиленде целлюлозной фабрики и на момент своей смерти изучал инженерное дело. В 2006 году его обвинили в государственной измене на громком судебном процессе: ему вменяли участие в «организации террористической акции», но он был оправдан вместе со всеми остальными обвиняемыми.
По словам тёти Сифо Джеле, до этого 30 лет работавшей медсестрой, на теле её племянника имелось несколько признаков того, что он не совершал самоубийство, как утверждает полиция Свазиленда. Полицейские, под стражей которых находился Джеле, утверждали, что не убивали его, хотя и признали, что нарушили протокол по нескольким пунктам при аресте и задержании Джеле.
Режим Свазиленда подвергся резкой критике в связи со смертью Джеле, особенно со стороны демократических групп Свазиленда, неправительственных организаций, иностранных профсоюзов, включая Конгресс южноафриканских профсоюзов, южноафриканских, американских и датских газет и веб-сайтов.
Независимое расследование причин смерти было обещано 7 мая премьер-министром Свазиленда. Согласно противоречивым показаниям, данным сотрудниками полиции и тюремщиками Манзини, Сифо Джеле вывели из камеры и допрашивали в течение нескольких часов. Представитель государственного обвинения Мумси Дламини дал на том же суде показания, что Джеле поделился с ним опасениями, что полиция будет «помещать его в трубку», то есть подвергать удушению, и поэтому просил перевести его в Сидвашини.

## Похороны
Похороны Сифо Джеле были сорваны присутствием около 500 вооружённых до зубов полицейских. Последние сорвали с гроба флаг партии и уничтожили несколько фотографий погибшего, а затем задержали нескольких скорбящих. Церемония похорон в итоге была отменена семьей Джеле из-за опасений дальнейших арестов. Когда похороны наконец состоялись спустя почти три недели, 22 мая, они проходили с жёсткими ограничениями, запрещающими любые политические речи, политически маркированную одежду или символику, хотя некоторые из присутствовавших проигнорировали запреты.